# Dương Chiêu
Dương Chiêu (tiếng Trung: 楊昭; bính âm: Yang Zhao, 584 - 606), tước vị lúc sống là Nguyên Đức Vương. Ông là con trai của Tùy Dạng Đế Dương Quảng, do ông mất sớm hơn cha mình, nên sau này Dương Quảng nhường ngôi cho con của ông là Dương Hựu, tức Tùy Cung Đế. Mẹ của ông là Mẫn hoàng hậu Tiêu thị. Sau này, Dương Hựu truy miếu hiệu cho ông là Thế Tông, thụy hiệu đầy đủ là Hiếu Thành hoàng đế.